# Ginkgoaceae
Ginkgoaceae is een familie die behoort tot de Ginkgoales, een orde van naaktzadigen. De Ginkgoaceae vormen een oude groep. De orde Ginkgoales verscheen in het Paleozoïcum en had het hoogtepunt in de Jura. Het enige lid van deze familie dat tegenwoordig nog voorkomt is Ginkgo biloba (Japanse notenboom), die mogelijk wild voorkomt in China. Deze soort wordt hierdoor soms wel als levend fossiel gezien. 

## Voortplanting
| Ginkgoaceae (tweehuizige planten) |
| --- |
| - ♀ boom met ♀ kortloten - dichotoom vertakt asje - zaadkop - integumenten - macrosporangium (in paren) - macrosporemoedercel meiose - macrospore (onderste van tetrade) - macroprothallium - archegonia - ventrale kanaalcel - 4 halscellen - 1 eicel bevruchting (sifonogamie) - zygote - embryo - worteltje - 2 cotylen - primair endosperm |
| - ♂ boom met ♂ kegels - microsporangioforen - 2 microsporangia - microsporemoedercel meiose - microspore kern - 1ste prothalliumcel (extra delingen) - - 2de prothalliumcel (extra delingen) - antheridium celkern - pollenbuiskern - generatieve cel - steriele cel - spermatogene cel - 2 spermatozoïden                                     |

De Ginkgoaceae zijn strikt tweehuizige bomen, met een onderscheid in korte en lange loten. De bladeren hebben dichotoom vertakte bladnerven en vertonen bladdimorfie: aan de lange loten zijn de bladen wat dieper ingesneden dan die aan de korte loten.
De microsporangia staan op de mannelijke boom in strobili met sporangioforen, zijasjes die elk aan de verbrede top 2 microsporangia dragen.
De ontwikkeling van de microspore (ook wel: pollenkorrel) bij Ginkgo biloba vertoont een sterke overeenkomst met die bij de den (Pinus). De microgametofyt vormt twee 2 prothalliumcellen, een pollenbuiskern en 2 spermatozoïden (zaadcellen) die een spiraalband met trilharen hebben.
Aan de vrouwelijke boom vindt men de eindstandige ovula (zaadknoppen) in paren op een dichotoom vertakte as.
Aan de voet van de zaadknop bevindt zich een verbrede ring, de cupula. Binnen de integumenten heeft de nucellus aan de top een pollenkamer. Door meiose ontstaat er een lineaire sporentetrade van macrosporen. De onderste daarvan ontwikkelt zich tot een macroprothallium (vrouwelijke gametofyt). Het macroprothallium ontstaat door vrije delingen van de celkern tot er ongeveer 256 kernen zijn. Daarna worden pas de tussenliggende celwanden gevormd. In het chloroplasten bevattende prothallium groeien twee tot drie archegonia, die elk een  eicel , een ventrale kanaalcel en twee tot vier halscellen bevatten. Boven het archegonium ontstaat een ringvormige archegoniumkamer. Het macroprothallium vormt zetmeelrijk haploïde  primair endosperm .
Het embryo heeft twee kiemlobben en geen duidelijke suspensor.

Japanse notenboom
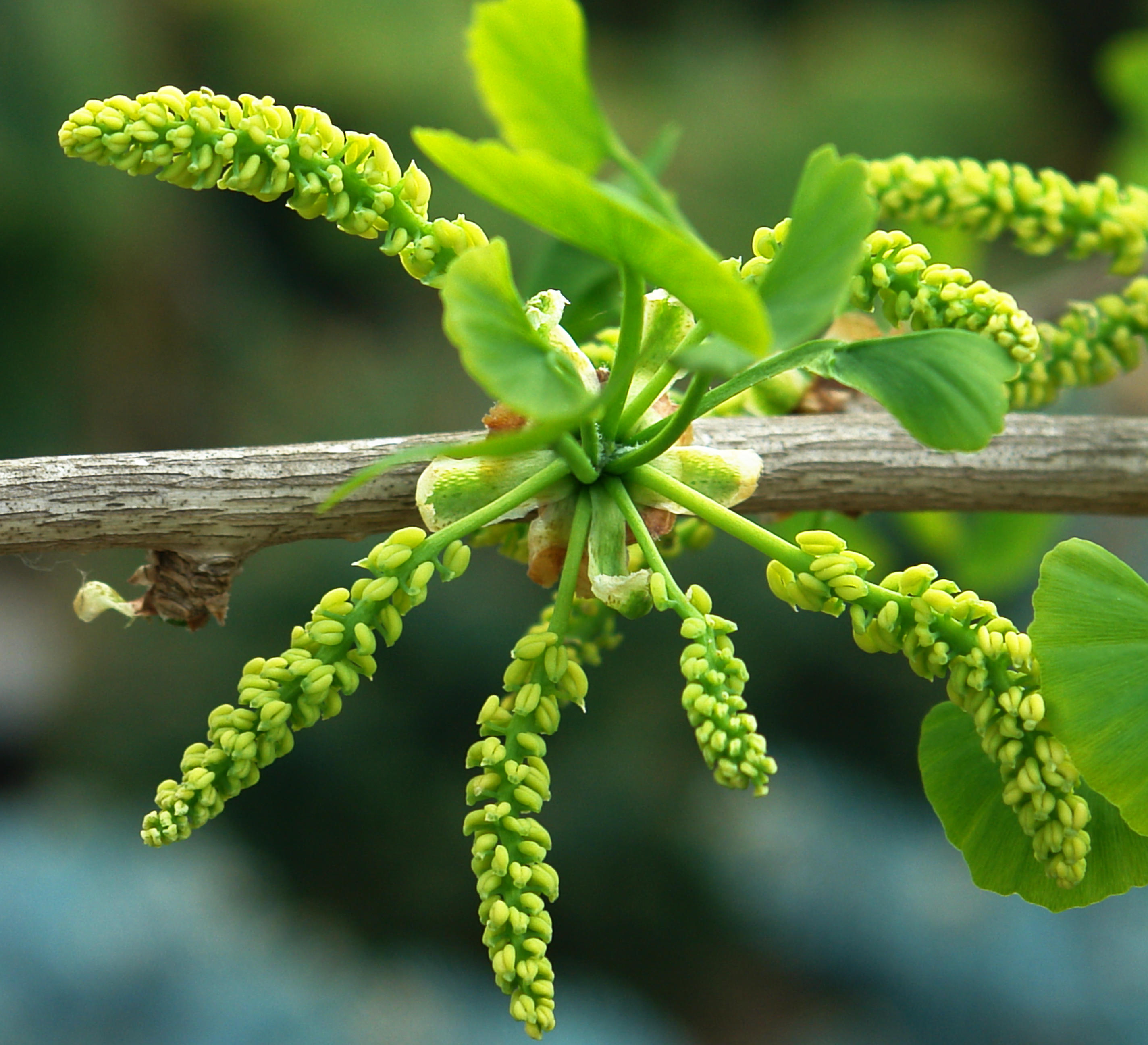
mannelijke kegels (katjes)
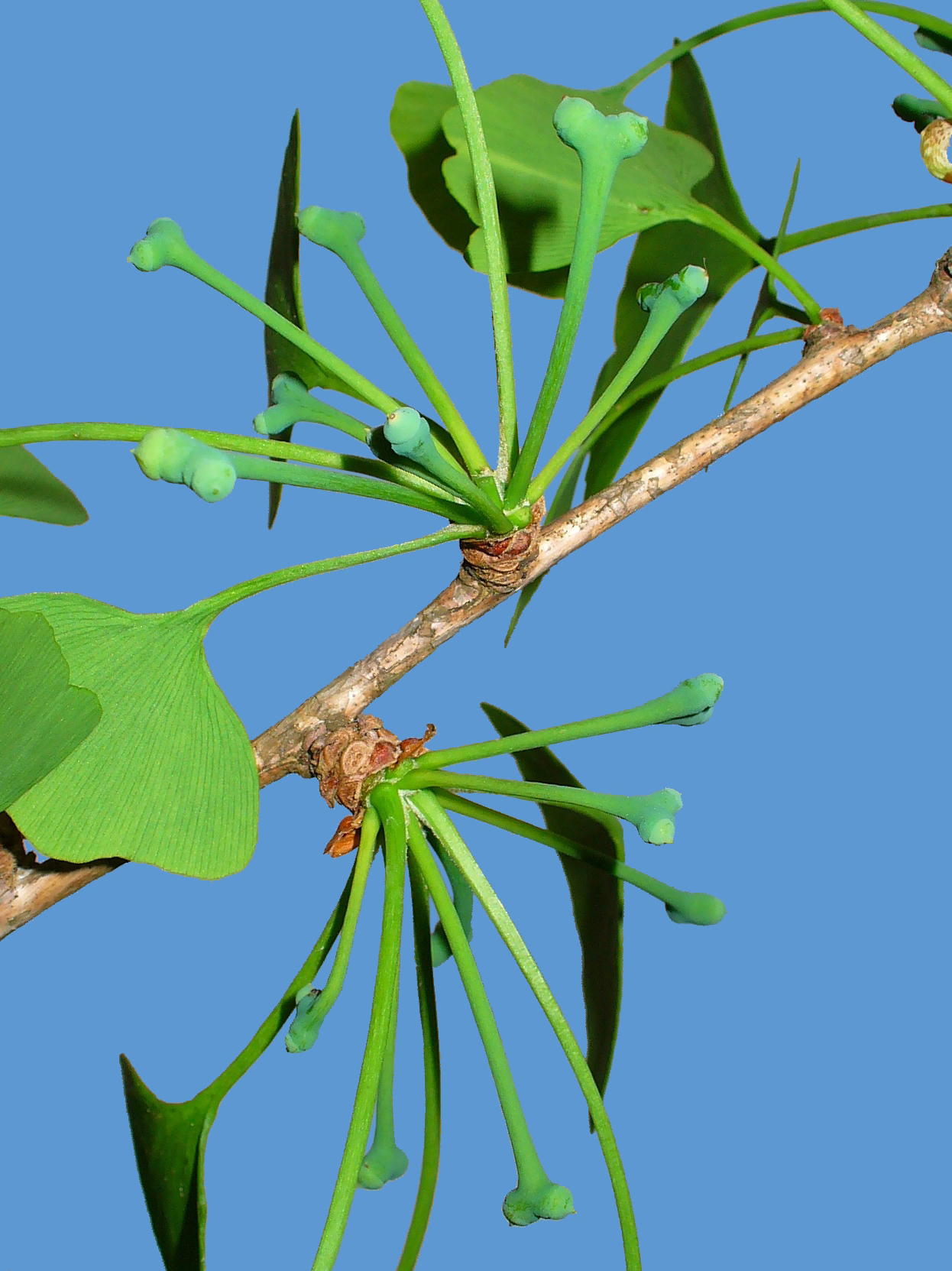
vrouwelijke bloeiwijzen
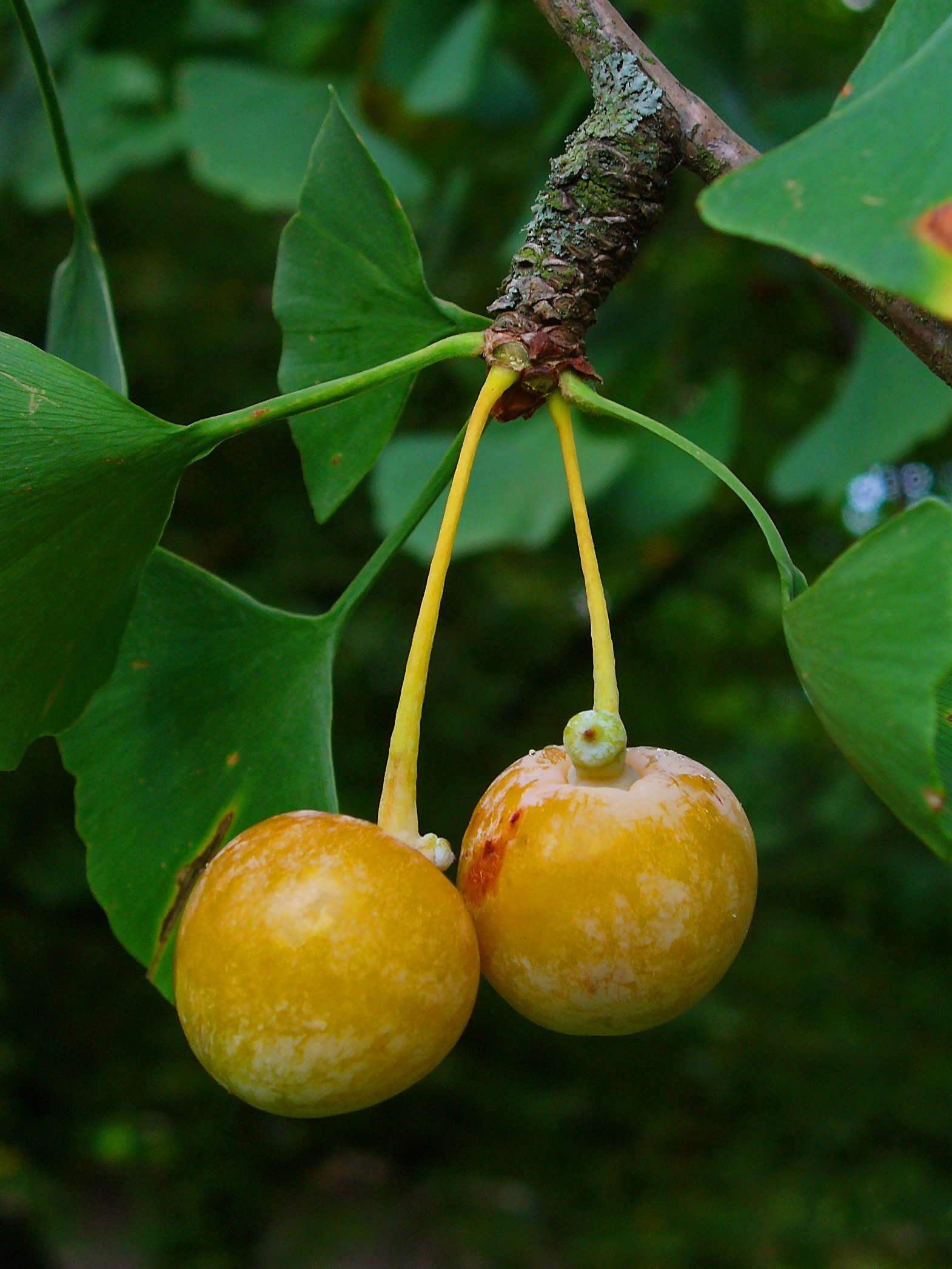
zaden

De voortplantingsstructuren van Ginkgoales en Cycadales komen (door convergente evolutie) in veel kenmerken met elkaar overeen, zoals het bestuivingsmechanisme, de bouw van de microgametofyt en van de microgameten, de zaadknoppen en het zaad. Het zaad heeft een harde binnenlaag en een vlezige buitenlaag. Het embryo heeft twee kiembladen.

## Taxonomie
De familie Ginkgoaceae heeft de volgende geslachten:
- Baiera †
- Ginkgo
- Ginkgoites †
- Ginkgoïdium †
- Phoenicpsis †
- Polyspermophyllum †
- Trichopitys †